# Hillomyia polita
Hillomyia polita là một loài ruồi trong họ Tachinidae.